# Plaza Italia (La Plata)

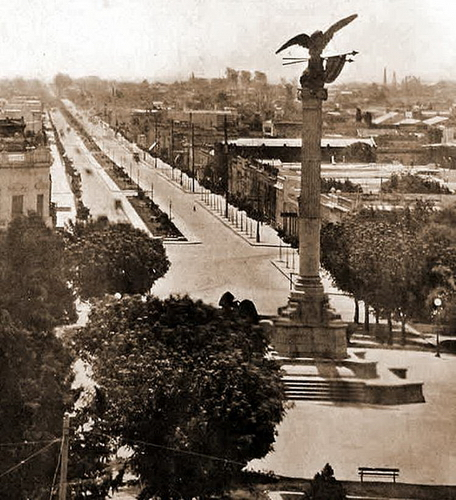
Plaza Italia antes de 1952.

La Plaza Italia se encuentra ubicada en la ciudad de La Plata (cabecera del partido homónimo), Provincia de Buenos Aires, República Argentina. Está ubicada en la intersección de las Avenidas 7 y 44, Diagonal 77 y Avenida Diagonal 74. Es uno de los lugares con mayor movimiento de gente y transporte en toda la ciudad.

## Historia
Originalmente se la llamó «Plaza del Ministerio de Hacienda» por su cercanía a dicho edificio (demolido en la década de 1930). Su nombre actual se le asignó el 20 de septiembre de 1895, como homenaje a Italia en el Día de la Unificación Italiana.
Su principal símbolo es el histórico Monumento Alla Fratellanza (monumento a la hermandad), el cual se trata de una columna basada en la Columna de Nelson situada en Trafalgar Square de Londres, y está realizada en granito, con capitel jónico, coronando su cima la figura de un águila de bronce que transporta las banderas argentina e italiana, obra del escultor milanés Giovanola. Este fue de los primeros residentes italianos en La Plata.
La construcción del monumento comenzó lentamente en 1898, pero al morir el rey Humberto I dos años después, se hizo una preinauguración en el año 1900. La inauguración formal llegó en 1917 con la colocación del águila de bronce en su extremo superior, obra de Abraham Giovanola, la cual que sostiene las banderas de Argentina e Italia; también se habían proyectado cuatro leones en la base, pero nunca se colocaron.
En 1952 se trasladó el monumento hacia un lateral para prolongar la avenida 7 por medio de la plaza, pero pocos años más tarde, en 1965, se prohibió nuevamente el tránsito a través de la plaza.
Además de la columna monumental que caracteriza a la Plaza Italia, existe otro monumento emplazado allí. Se llama "El Trabajo" y fue hecho en bronce por el escultor milanés Alessandro Laforet (1863-1937), alumno de la Academia Real de su ciudad natal. Se trata de una figura de cuerpo entero que representa a un trabajador, con una maza en la mano, descansando después de haber realizado su tarea.

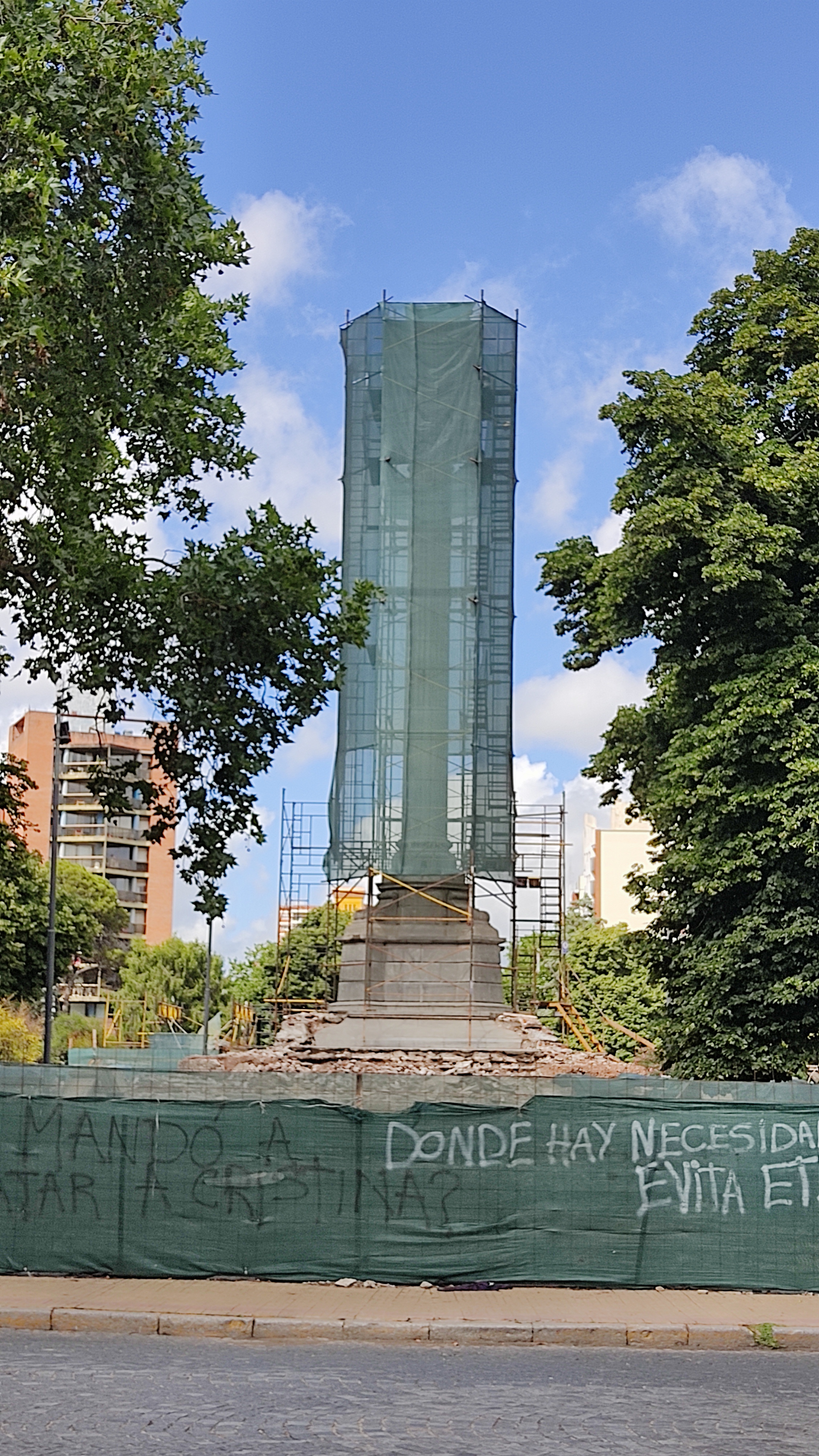
Vista de la columna que sostiene al Águila del monumento, desmontada para su traslado al centro de la plaza.

En el año 2024 se iniciaron obras para refaccionar y mejorar la Plaza Italia, entre las que se cuenta la eliminación del adoquinado de la antigua traza de la calle 7 que corría por el centro de la plaza. Además se decidió volver a mover el Monumento Alla Fratellanza nuevamente al centro de la plaza.

## Actualidad

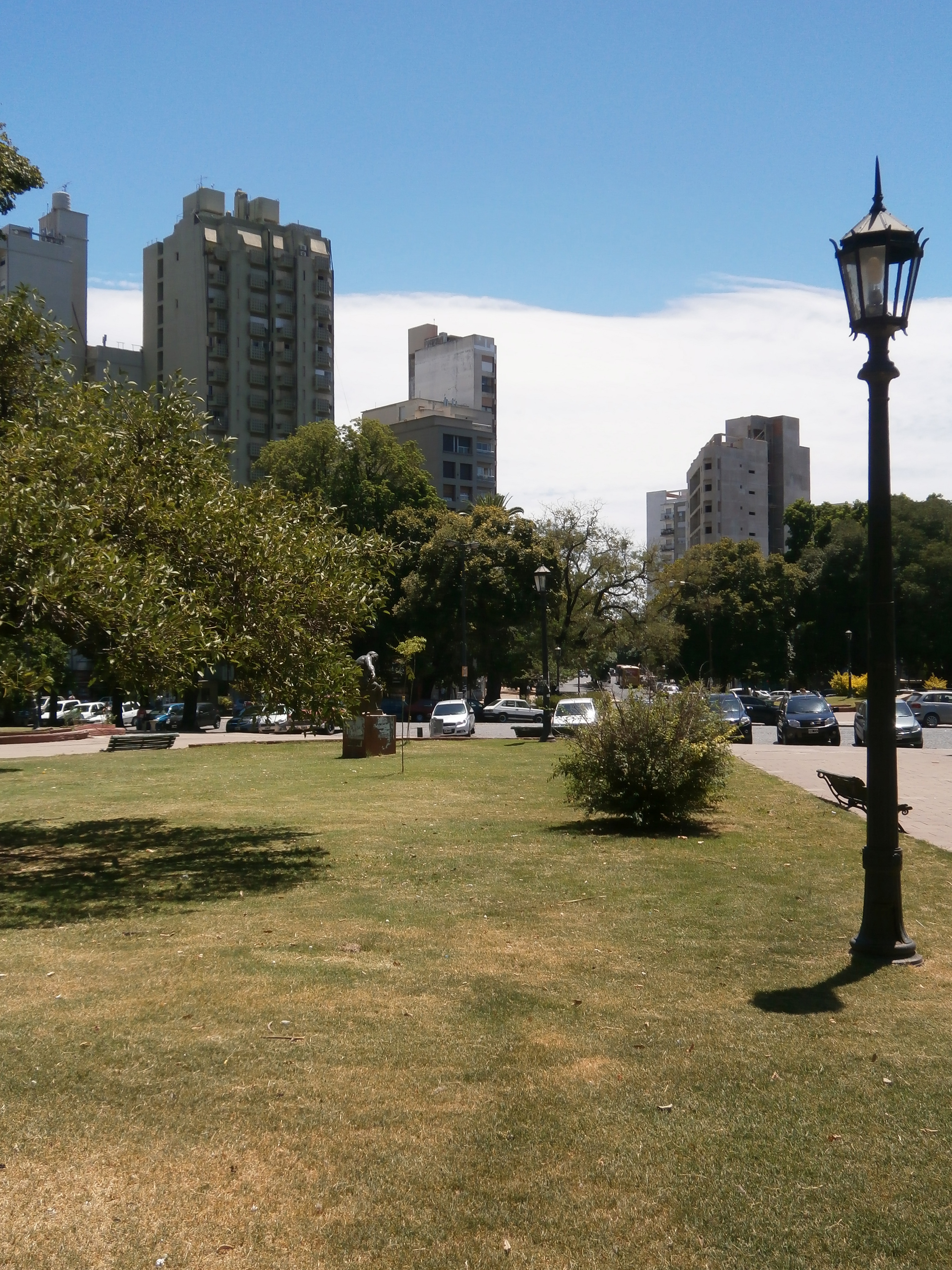
Plaza Italia y sus edificios vecinos en 2013.

Actualmente la plaza es utilizada los días sábados, domingos y feriados por los artesanos de la ciudad conformando una feria de artesanías.